# Якуб Сломінський
Якуб Сломінський (; 2 січня 1996, Швеці) — польський боксер, призер чемпіонату Європи серед аматорів.

## Аматорська кар'єра
На чемпіонаті Європи 2017 програв у першому бою Федеріко Серра (Італія).
На Європейських іграх 2019 програв у першому бою Акель Ахмед (Велика Британія).
На чемпіонаті світу 2021 програв у першому бою Вуттічай Юрачай (Таїланд).
На чемпіонаті Європи 2022 завоював бронзову медаль.
- У чвертьфіналі переміг Метехана Адигузел (Туреччина) — 5-0
- У півфіналі програв Сахілу Алахвердові (Грузія) — 0-5

На Європейських іграх 2023 у першому бою переміг Даніеля Асенова (Болгарія), а в наступному програв Білалу Беннама (Франція).